# مايك هوغن (منافس ألعاب قوى)
مايك هوغن (بالإنجليزية: Mike Hogan)‏ هو منافس ألعاب قوى بريطاني، ولد في 9 مايو 1943.

## وصلات خارجية
- مايك هوغن على موقع أوليمبيديا (الإنجليزية)
- مايك هوغن على موقع اللجنة الأولمبية البريطانية (الإنجليزية)